# 2019~2020년 남태평양 사이클론
2019~2020년 남태평양 사이클론 (2019~2020 South Pacific cyclone season)은 남태평양에서 2019년 11월부터 2020년 4월까지 활동한 사이클론들의 활동에 대해 기록한 문서이다.

## 활동한 사이클론

### 기타
열대요란 02F

## 같이 보기
- 2019년 태풍
- 2019년 북대서양 허리케인
- 2019년 북인도양 사이클론
- 2019~2020년 남서인도양 사이클론
- 2019~2020년 오스트레일리아 근해 사이클론
- 2020년 태풍
- 2020년 북대서양 허리케인
- 2020년 북인도양 사이클론